# Родники (Новосибірська область)
Родники (рос. Родники) — селище у Тогучинському районі Новосибірської області Російської Федерації.
Входить до складу муніципального утворення Шахтинська сільрада. Населення становить 0 осіб (2010).

## Історія
Згідно із законом від 2 червня 2004 року органом місцевого самоврядування є Шахтинська сільрада.

## Населення
| 2002 | 2007 | 2010 |
| ---- | ---- | ---- |
| 69   | ↘52  | ↘0   |